# Dicranomyia scelio
Dicranomyia scelio är en tvåvingeart som först beskrevs av Alexander 1965.  Dicranomyia scelio ingår i släktet Dicranomyia och familjen småharkrankar.
Artens utbredningsområde är Madagaskar. Inga underarter finns listade i Catalogue of Life.